# EFF Pioneer Award
 (décembre 2022).
L'Electronic Frontier Foundation Pioneer Award (qui pourrait se traduire par prix pionnier de l'Electronic Frontier Foundation) est une distinction annuelle pour les gens qui ont contribué de façon significative à l'émancipation des individus grâce à l'informatique. De 1992, sa première édition a 1998, le prix pionner de l'EEF était présenté durant une cérémonie a Washington, D.C aux États-Unis. Depuis, la cérémonie a lieu durant la conférence Computers, Freedom, and Privacy.

## Lauréats
La liste des lauréats est consultable sur le site officiel.
- 1992 : Douglas Engelbart, Robert E. Kahn, Tom Jennings (en), Jim Warren (en), Andrzej Smereczynski (pl)
- 1993 : Paul Baran, Vint Cerf, Ward Christensen (en), Dave Hughes, les développeurs d'USENET.
- 1994 : Ivan Sutherland, Bill Atkinson, Whitfield Diffie et Martin Hellman, Murray Turoff (en) et Starr Roxanne Hiltz (en), Lee Felsenstein (en), et le WELL (the Whole Earth 'Lectronic Link)
- 1995 : Philip Zimmermann, Anita Borg, Willis Ware (en)
- 1996 : Robert Metcalfe, Peter G. Neumann (en), Shabbir Safdar et Matt Blaze (en)
- 1997 : Hedy Lamarr et George Antheil, Johan Helsingius (en), Marc Rotenberg (en)
- 1998 : Linus Torvalds, Richard Stallman, Barbara Simons
- 1999 : Jon Postel (à titre posthume), Drazen Pantic, Simon Davies (en)[2]
- 2000 : « Les bibliothécaires, où qu'ils soient », Tim Berners-Lee, Philip Agre (en)
- 2001 : Bruce Ennis (en) (à titre posthume), Seth Finkelstein, Stephanie Perrin
- 2002 : Dan Gillmor, Beth Givens, Jon Johansen et les créateurs du DeCSS
- 2003 : Amy Goodman, Eben Moglen, David Sobel[3]
- 2004 : Kim Alexander, David L. Dill, Avi Rubin (en) (pour avoir soulevé les questions de sécurité liées au vote électronique)
- 2005 : Mitch Kapor, Edward Felten (en), Patrick Ball (en)
- 2006 : Craigslist, Gigi Sohn (en), Jimmy Wales
- 2007 : Yochai Benkler, Cory Doctorow, Bruce Schneier
- 2008 : La Mozilla Foundation et sa présidente Mitchell Baker, Michael Geist, et le lanceur d'alerte Mark Klein[4]
- 2009 : Limor "Ladyada" Fried, Harri Hursti (en) et Carl Malamud[5]
- 2010 : Steven Aftergood (en), James Boyle (en), Pamela Jones (en) du site web Groklaw et Hari Krishna Prasad Vemuru (en)[6]
- 2011 : Ron Wyden, Ian Goldberg et Nawaat[7]
- 2012 : Andrew Huang, Jérémie Zimmermann et le projet Tor[8]
- 2013 : Aaron Swartz (à titre posthume), James Love (en), les journalistes Glenn Greenwald et Laura Poitras pour leurs chroniques sur les programmes de surveillance de la NSA à la suite des révélations d'Edward Snowden[9].
- 2014 : Frank La Rue (en), Zoe Lofgren, Trevor Paglen[10]
- 2015 : Caspar Bowden (à titre posthume), Citizen Lab, Anriette Esterhuysen et l'Association pour le progrès des communications et Kathy Sierra[11]
- 2016 : Malkia Cyril (en) du Center of MediaJustice (en), Max Schrems, les auteurs du rapport "Keys Under Doormats" et les sénateurs à l'initiative du CalECPA (California Electronic Communications Privacy Act) Mark Leno et Joel Anderson (en)[12],[13]
- 2017 : Chelsea Manning, Mike Masnick (en) et Annie Game[14]
- 2018 : Stephanie Lenz (en), Joe McNamee de l'European Digital Rights (en), Sarah T. Roberts (en)[15]
- 2019 : danah boyd, Oakland Privacy, William Gibson[16]
- 2020 : Joy Buolamwini, Dr. Timnit Gebru, Deborah Raji, Danielle Blunt, la communauté de l'Open Technology Fund (en)[17]
- 2021 : Kade Crockford, Pam Dixon, Matt Mitchell (en)[18]
- 2022 : Alaa Abd el-Fattah, Digital Defense Fund, Kyle Wiens[19]
- 2023 : Alexandra Elbakyan, Library Freedom Project, Signal Foundation[20]